# سوغوک‌پینار (جیحان)
سوغوک‌پینار (به ترکی استانبولی: Soğukpınar) یک منطقهٔ مسکونی در ترکیه است که در جیحان واقع شده‌است.